# Hagyárosbörönd
Hagyárosbörönd es un pueblo ubicado en el condado de Zala, Hungría.

## Superficie
Posee una superficie de 11,25 kilómetros cuadrados.

## Demografía
Hasta 2021 la población era de 293 habitantes, con una densidad de población de 26,04 habitantes por kilómetro cuadrado. En 2011 el 91,5% de la población estaba conformada por húngaros y la religión predominante era el catolicismo.